# Stephen K. Amos
Stephen Kehinde Amos, in arte noto come Stephen K. Amos (Londra, 3 dicembre 1967), è un comico e attore britannico.

## Biografia
Stephen K. Amos è nato a Londra, figlio di immigrati nigeriani. Ha fatto il suo debutto all'Edinburgh Fringe nel 2001 e da allora è tornato con uno spettacolo ogni anno. Le tournée dei suoi spettacoli di stand-up hanno attraversato il Regno Unito in diverse occasioni e Amos si è esibito anche a livello internazionale in Australia e Nuova Zelanda.
Attivo anche in campo teatrale, ha recitato sulle scene londinesi in una riduzione teatrale di Qualcuno volò sul nido del cuculo nel 2004, nella commedia drammatica My Night with Reg nel 2021 e nel musical My Fair Lady al London Coliseum nel 2022. Inoltre ha recitato in diverse serie televisive.
È dichiaratamente gay.

## Filmografia parziale

### Televisione
- Metropolitan Police (The Bill) - serie TV, 2 episodi (1990-1993)
- EastEnders - serie TV, 2 episodi (2007)
- Coming of Age - serie TV, 1 episodio (2010)

## Teatro
- Qualcuno volò sul nido del cuculo da Ken Kesey, regia di Terry Johnson. Gielgud Theatre di Londra (2004)
- My Night with Reg di Kevin Elyot, regia di Matthew Ryan. Turbine Theatre di Londra (2021)
- My Fair Lady, libretto di Alan Jay Lerner, colonna sonora di Frederick Loewe, regia di Bartlett Sher. London Coliseum di Londra (2022)